# Pseudoacanthocephalus caucasicus
Pseudoacanthocephalus caucasicus är en hakmaskart som först beskrevs av Petrochenko 1953.  Pseudoacanthocephalus caucasicus ingår i släktet Pseudoacanthocephalus och familjen Echinorhynchidae. Inga underarter finns listade i Catalogue of Life.